# Сичов Володимир Володимирович
Володимир Сичов (нар. 6 червня 1971, Москва, Росія) — російський актор. Підтримує путінський режим та війну Росії проти України.

## Життєпис
Народився 6 червня 1971 року в Москва. Закінчив ГІТІС (Курс А. В. Бородіна) в 1993 році.

### Кар'єра
Вперше зіграв у дитячій передачі «Єралаш» у віці 12 років. Декілька ролей у газеті "Єралаш" принесли актору славу. Зіграв у 44-х фільмах та серіалах, найвідоміші з яких:
- «Де ваш син?» (1986)
- «ДМБ»
- «Гюльчатай»
- телесеріал «Фізрук»
- телесеріал «Життя за викликом»